# Forte do Cabrestante

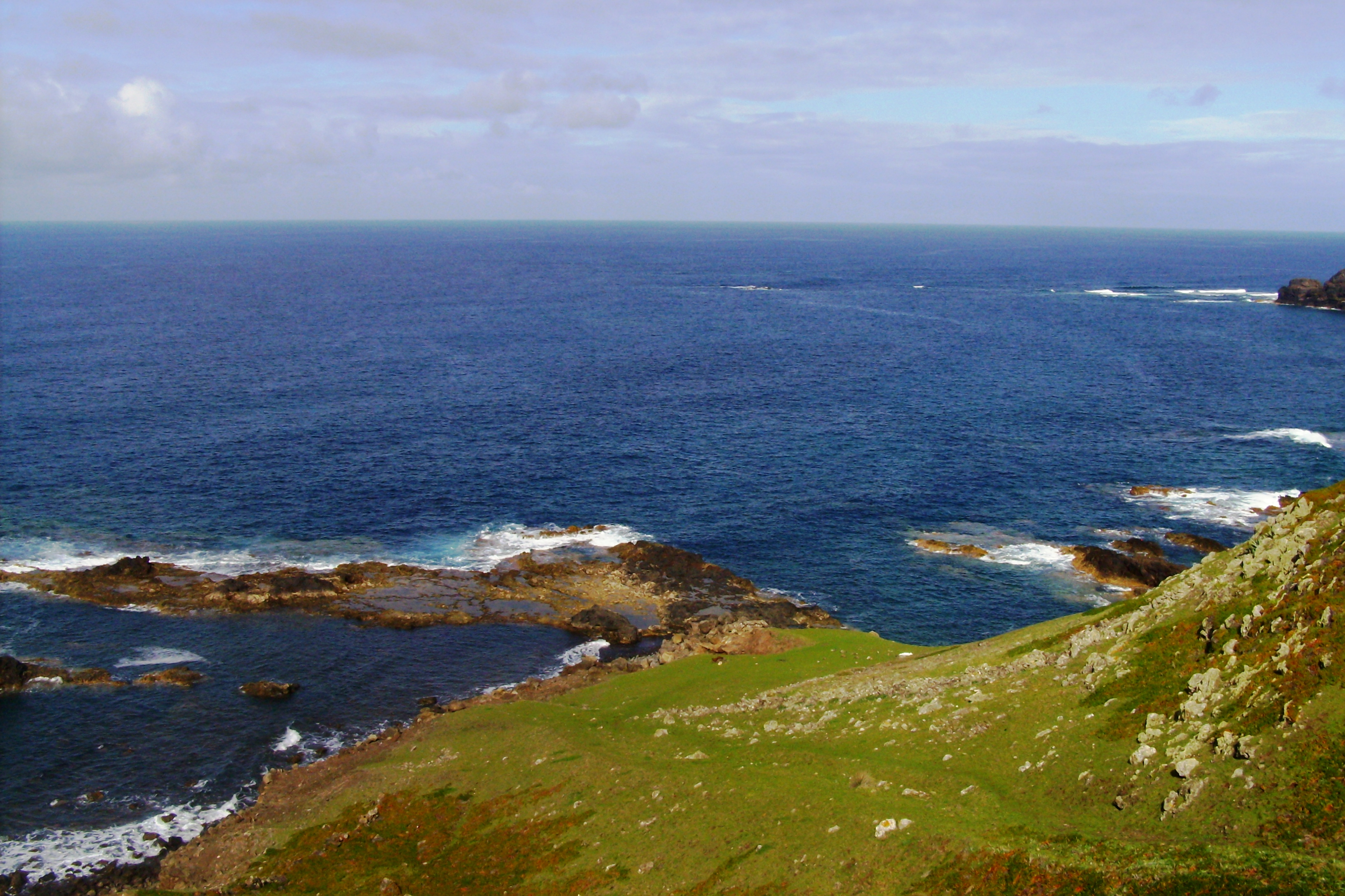
Forte do Cabrestante, Vila do Porto: panorâmica.

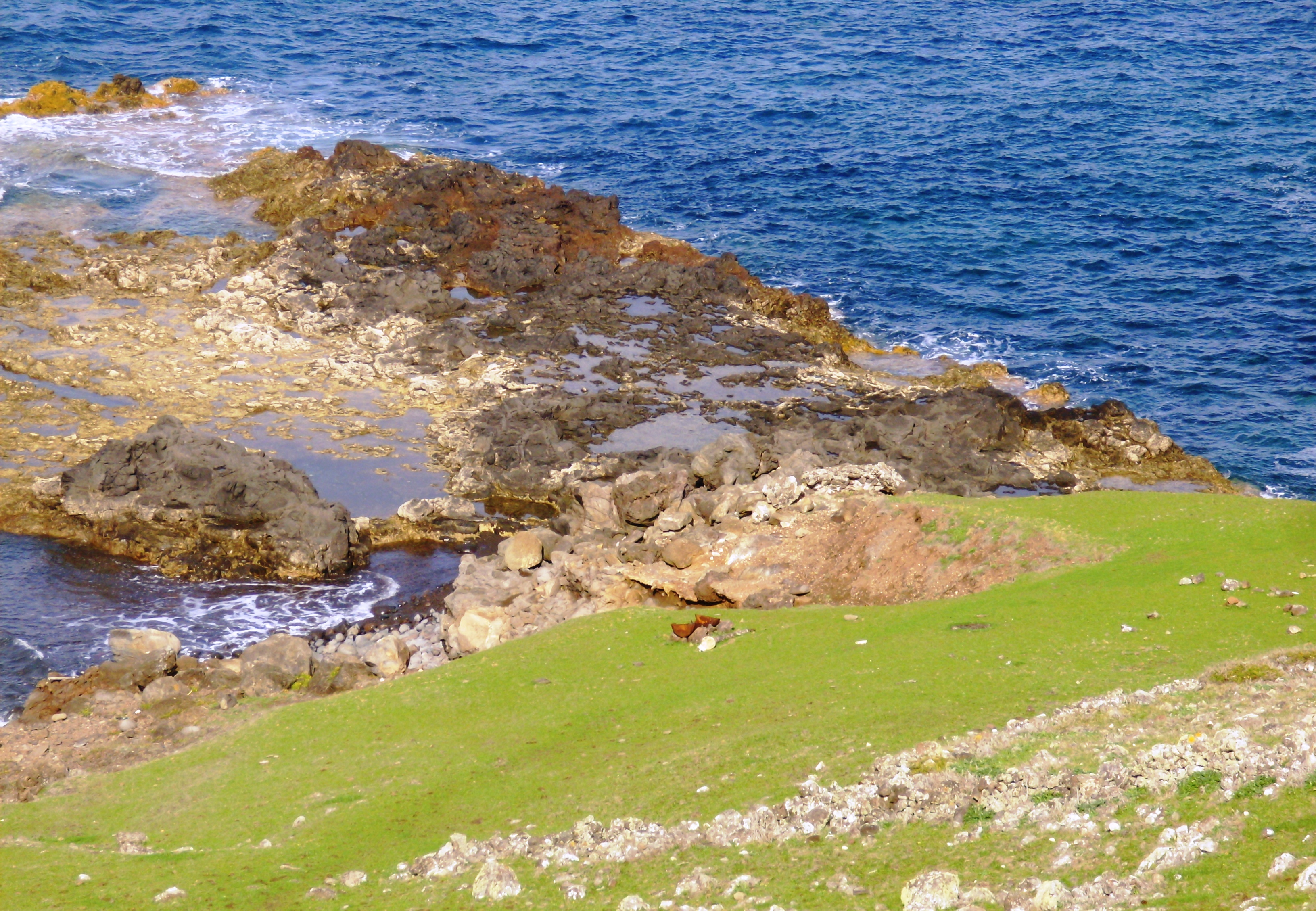
Forte do Cabrestante: ponta do Cabrestante.

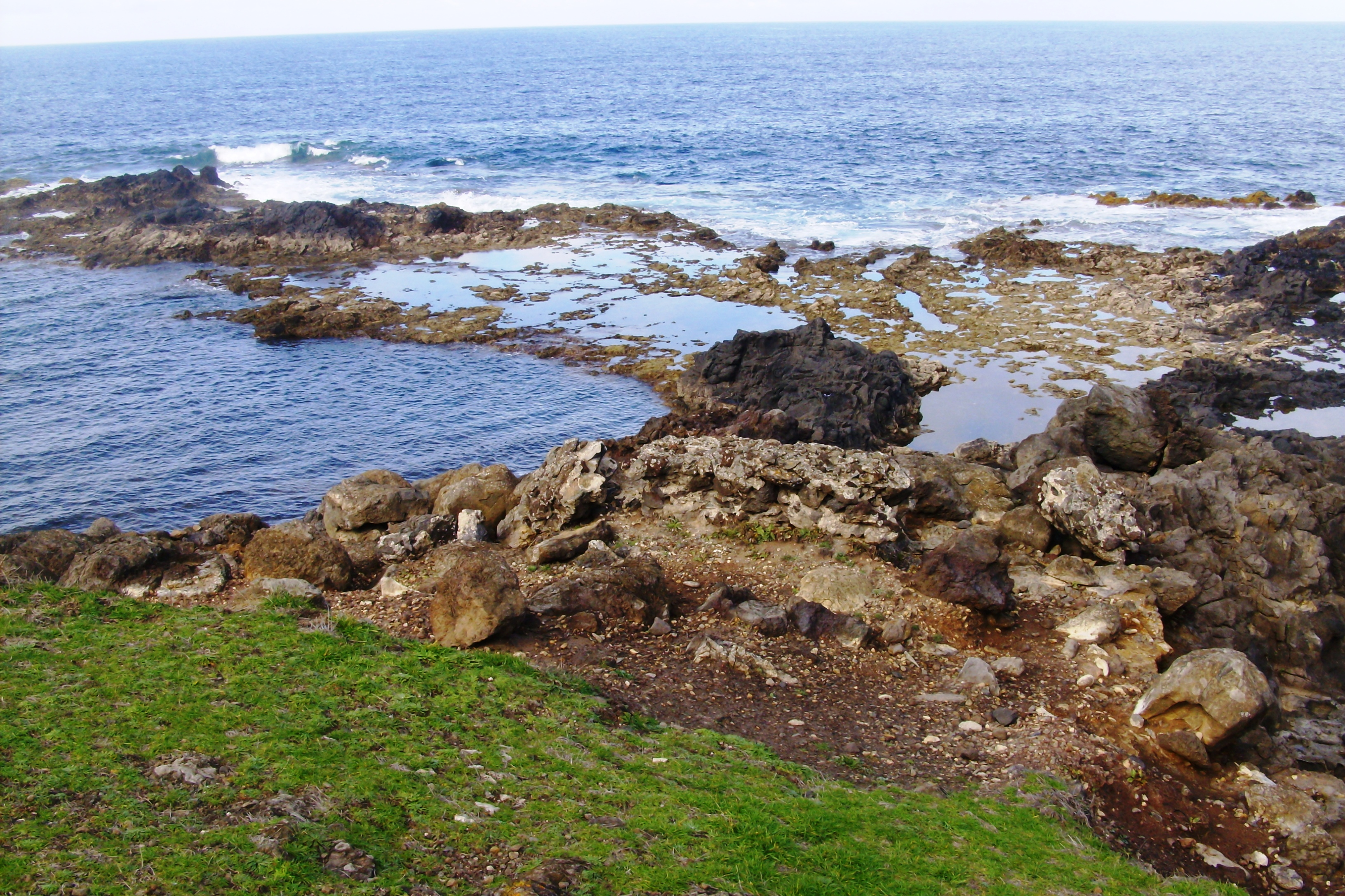
Forte do Cabrestante: vestígios.

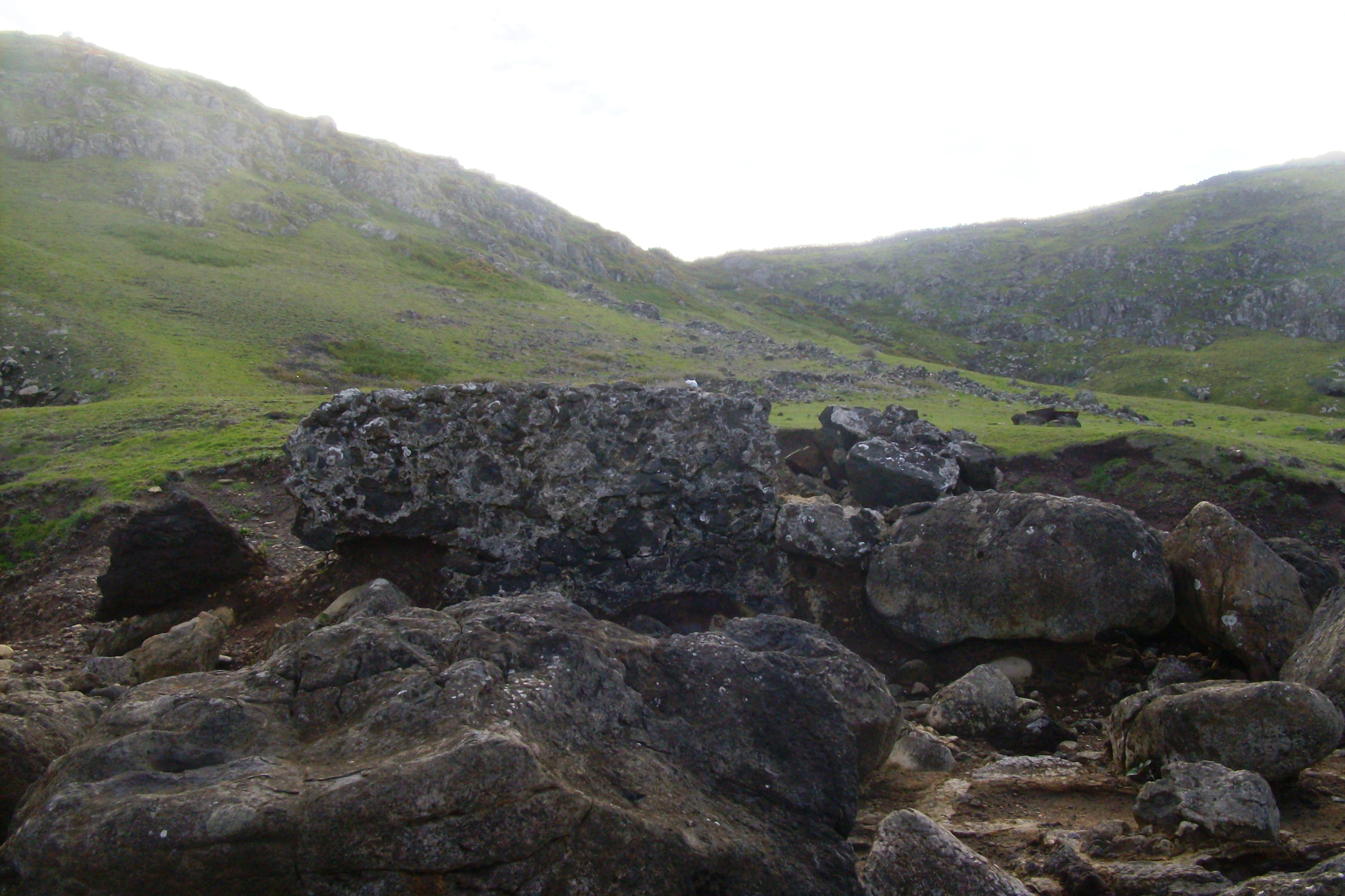
Forte do Cabrestante: vestígios.

O Forte do Cabrestante, também referido como Castelo do Cabrestante, localizava-se na ponta do Cabrestante, na freguesia de Vila do Porto, concelho de mesmo nome, na ilha de Santa Maria, nos Açores.
Em posição dominante a nor-noroeste sobre o este trecho do litoral, constituiu-se em uma bateria destinada à defesa contra os ataques de piratas e corsários, outrora frequentes nesta região do oceano Atlântico.

## História
FIGUEIREDO (1960) assim refere o local e a sua fortificação em 1815: "(...) e logo mais ao Oeste fica outra pedreira chamada do Cabrestante, onde está um Castelo com caza de vigia e corre uma gruta ou ribeiro chamado de Sant'Anna que cria ao Nordeste e vaza ao Sudeste da Vila uma legoa."
E refere mais adiante, na descrição da costa a Oeste do porto da Vila:
"Mais adiante fica a ponta chamada do Cabrestante, onde está o Castello d'uma pessoa e casa de vigia e um famozo caneiro onde se pode saltar a pé enxuto. Passando este está a ponta do Forado e à terra desagoa a ribeira de S.tª Anna, (...)."
E complementa: "- O Castello sitio no Cabrestante ao Oeste, com uma peça e [casa de] vigia."
A "Relação" do marechal de campo Barão de Bastos em 1862 informa que se encontrava muito arruinado.
Os seus restos encontram-se junto ao mar, próximos ao chamado "Polígono de Acústica Submarina dos Açores", antigo projeto de investigação científica oceanográfica no âmbito da NATO, instalado em 1972 e desativado a partir de meados da década de 1980.